# چرخه چنگ
چرخه چنگ یک چرخه ترمودینامیکی است که در آن از کارکرد ترکیبی دو سیال مختلف گازی و بخاری برای انجام کار استفاده می‌شود؛ بنابراین می‌توان آن را یک ترکیب از دو چرخه برایتون و چرخه رانکین در نظر گرفت. چرخه چنگ نیاز به فضای جای‌گیری کوچکی داشته و آلاینده‌های بسیار کمی را تولید می‌کند؛ زمان راه‌اندازی و خاموشی سریعی دارد و قابلیت اطمینان بالا و عمر طولانی را نشان داده‌است. این چرخه به نام دکتر داه یو چنگ نامگذاری شده‌است.
شرکت تأسیس شده از سوی دکتر چنگ، سیستم‌هایی را با مشارکت سازندگان توربین‌های جنرال موتورز و جنرال الکتریک توسعه داد تا با اصلاح طراحی توربین‌های موجود، بتوانند در چرخه چنگ استفاده شوند.
در چرخه چنگ، گاز خروجی از توربین گازی که همان محصولات احتراق است، برای بازیافت انرژی و تولید بخار در یک دیگ بخار بازیاب حرارت (HRSG) استفاده می‌شود. بخار تولید شده به این روش به محفظه احتراق توربین گازی تزریق می‌شود تا توان خروجی آن افزایش یابد.
این فرایند را می‌توان به عنوان ترکیبی موازی از سیکل بریتون توربین‌های گازی و چرخه رانکین در توربین‌های بخاری در نظر گرفت. این چرخه توسط پروفسور داه یو چنگ از دانشگاه سانتا کلارا که آن را در سال ۱۹۷۶ به ثبت رساند، اختراع شد.
یک توربین دو سیالی گازی و بخاری که مبتنی بر طراحی چرخه چنگ باشد، می‌تواند به بازده حرارتی تئوری ۶۰٪ و فراتر از بسیاری از نیروگاه‌های سیکل ترکیبی سنتی دست یابد که در آن‌ها چرخه رانکین بخار و چرخه بریتون گاز را به عنوان حلقه‌های جداگانه نگه می‌دارند.